# Place de la Gare (Riga)
Pour les articles homonymes, voir Place de la Gare.
La place de la Gare (en letton : Stacijas laukums) est une place du district central à Riga en Lettonie.

## Description
La place est délimitée par la gare centrale de Riga et par les rues Marijas iela, Satekles iela et Merķelas iela.
Avec la gare centrale de Riga, le bâtiment le plus remarquable de la Place de la Gare est l'horloge de la Tour de la Gare, haute de 43 mètres, inaugurée en 1965 et qui est l'un des symboles et un des lieux de rencontre favoris de Riga.
À une certaine époque, l'horloge de la gare servait également de château d'eau pour le système d'approvisionnement en eau de la gare. 
À la fin des années 1970, le cadran de l'horloge a été remplacé par un cadran électronique composé de 1 600 lumières.
En 2002-2003, lors de la rénovation de la Place de la Gare par la société Linstow Varner et la création du centre commercial Origo, l'ancienne horloge a été démolie et une nouvelle horloge a été érigée à sa place. 
La nouvelle horloge est de même hauteur soit 43 mètres, ou 46 mètres en comptant les lettres RIGA.
Le diamètre du cadran est 4,2 mètres.

## Galerie

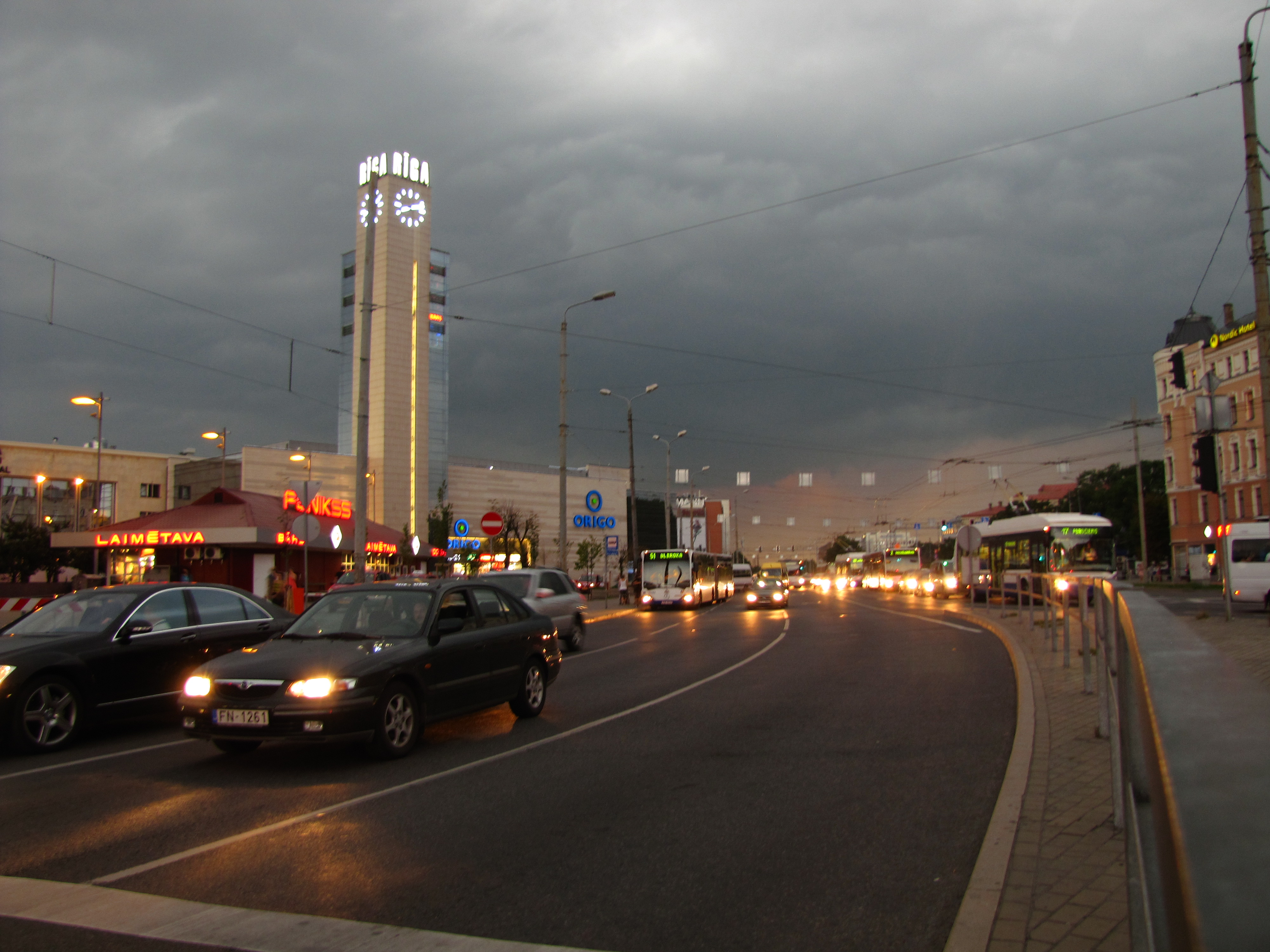
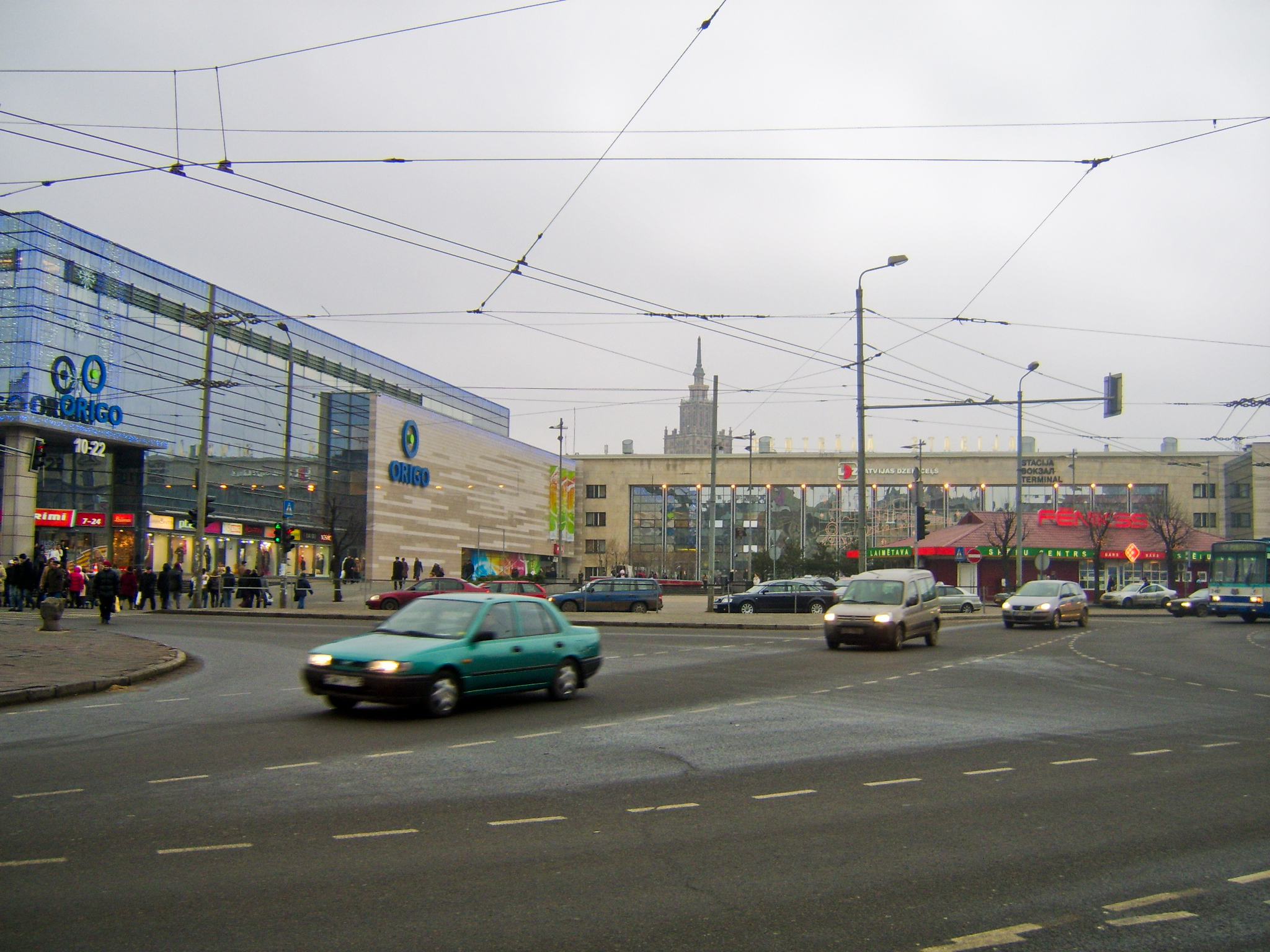
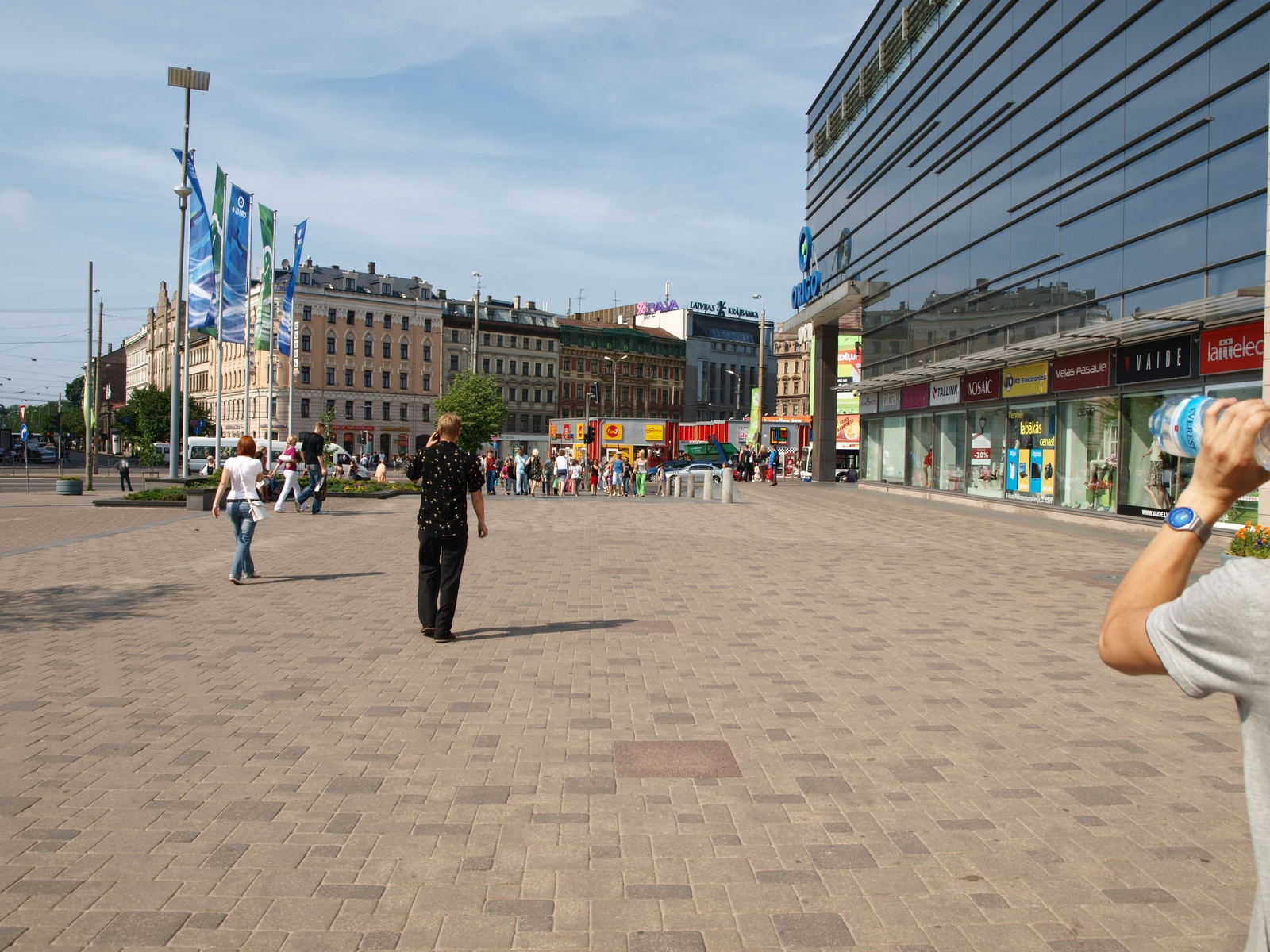
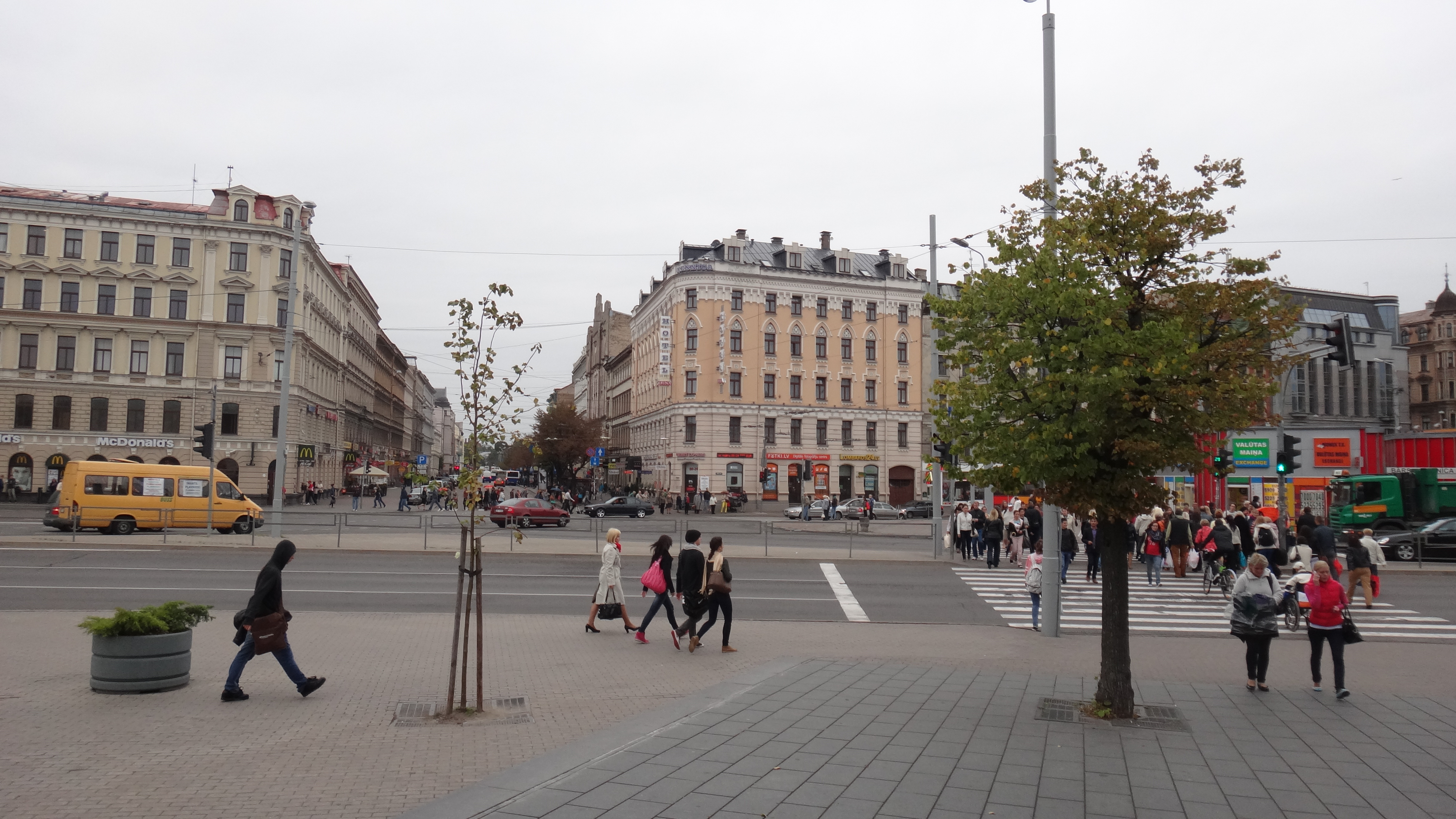